# Dingyuan (1885)
Para el señor de la guerra y burócrata chino de los Tres Reinos, véase Ding Yuan.
El Dingyuan (en chino tradicional, 定遠; en chino simplificado, 定远; pinyin, Dìngyǔan) fue un buque torreta chino y el buque insignia de la Flota de Beiyang Imperial. Su nombre tradicionalmente se transliteraba Ting Yuen o Ting Yuan en textos antiguos. Su gemelo era el Zhenyuan.

## Trasfondo
Como parte de su iniciativa para crear una armada moderna, el Virrey Li Hongzhang apeló a los astilleros británicos y alemanes para obtener los buques más modernos de la época. Después de extensas negociaciones, se firmó un contrato en valor de 1,7 millones de taeles de plata (6,2 millones de marcos de oro) con el astillero alemán Stettiner Vulcan AG de Stettin, Alemania (hoy Szczecin, Polonia) para construir una versión agrandada de sus fragatas blindadas Clase Sachsen, que en términos de desplazamiento, blindaje y armamento pondría a la Flota de Beiyang al mismo nivel que las flotas de las potencias europeas destacadas en el Lejano Oriente.
La quilla fue puesta en grada el 31 de marzo de 1881 y el buque fue botado el 28 de diciembre de 1881, bajo la supervisión de Xu Jingcheng, el embajador Quing en Alemania. Sus pruebas de mar empezaron el 2 de mayo de 1883.   

## Diseño

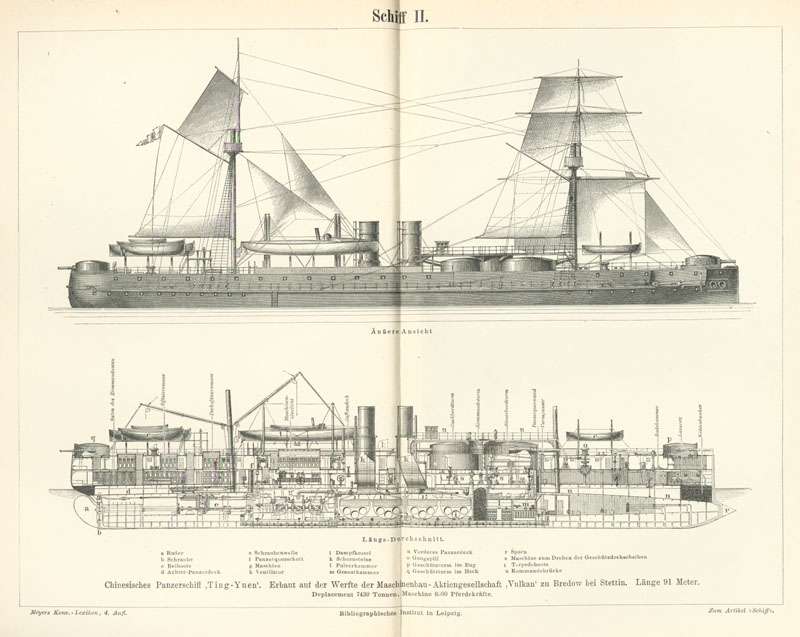
Perfil del Dingyuan.

El Dingyuan era un buque torreta. Tenía una eslora de 94,5 m, una manga de 18,3 m y un calado de 6,1 m. Su cinturón blindado tenía un espesor de 300 mm y protegía el centro del casco, donde se hallaban las santabárbaras, el cuarto de máquinas y las calderas. Su cubierta blindada tenía un espesor de 76 mm. Los costados de la torre de mando estaban cubiertos con planchas de blindaje de 203 mm de espesor. Las barbetas de las torretas tenían un espesor de entre 305 mm a 355 mm. Una traca de blindaje de 203 mm de espesor protegía los cañones montados en casamatas. Se le reconoció como uno de los acorazados más avanzados de su tiempo, tan bueno o mejor como cualquier buque en las flotas de Gran Bretaña o Alemania en el momento de su construcción. Según los expertos, el buque podía resistir los disparos de cualquier pieza de artillería de la época.[cita requerida]
Estaba propulsado por una máquina de vapor recíproca, alimentada desde cuatro calderas cilíndricas, con una potencia de 6.000 CV. Esta le proporcionaba una velocidad máxima de 14,5 millas ńauticas/hora y una autonomía de aproximadamente 4500 millas náuticas a 10 nudos.   
El Dingyuan, que llegaba pesar 7.793 t a plena carga, tenía una tripulación de 350 oficiales y marineros. Para satisfacer las necesidades de agua fresca, se le instalaron a bordo 20 desalinizadores que diariamente podían abastecer a 300 personas.

## Armamento
El armamento principal constaba de cuatro cañones Krupp de 305 mm, montados en pares dentro de dos torretas. Estas estaban montadas en diagonal en la mitad delantera del buque, una a babor y otra a estribor, con la segunda montada más adelante que la primera. La disposición en diagonal fue pensada para permitirles disparar a los cuatro cañones principales a proa, a popa o en un limitado arco lateral, aunque en la práctica existían potenciales riesgos de daños a las cubiertas y la superestructura al disparar de esta forma. Estos cañones tenían un alcance de 7,8 km y una velocidad de boca de 500 m/s. 
Otros dos cañones Krupp de 150 mm estaban instalados en torretas en los extremos de la proa y popa. Estos tenían un alcance de 11 kilómetros. El armamento también incluía dos cañones rotativos Hotchkiss de 47 mm para defensa contra las lanchas torpederas, seis cañones automáticos Maxim-Nordenfelt de 37 mm montados en casamatas y tres tubos lanzatorpedos montados por encima de la línea de flotación. También transportaba a bordo dos lanchas torpederas, incrementando su distancia de ataque y efectividad en combate.

## Historia

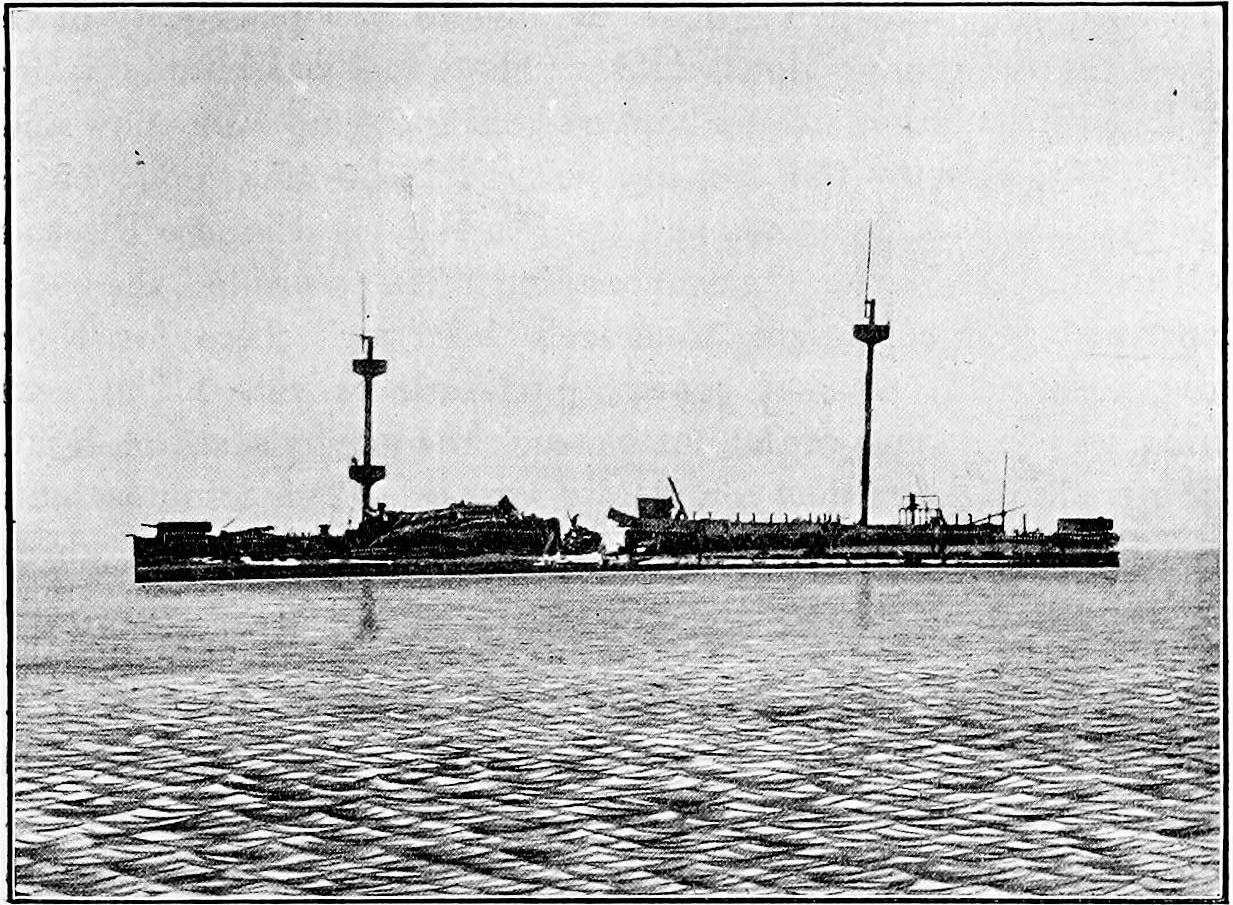
El Dingyuan después del ataque con torpedo.

La entrega del Dingyuan, pilotado por una tripulación alemana, estaba programada para 1884. Pero fue detenida por presión diplomática francesa, debido a que se encontraba en un conflicto con China, que culminaría con la Guerra Franco-China (1884-1885). El Dingyuan era un buque muy poderoso y podría haber alterado drásticamente el balance del poder naval a favor de China si hubiese podido participar junto a su gemelo en el conflicto, particularmente en la batalla de Foochow.
Después de la firma del tratado de paz el 3 de julio de 1885, el Dingyuan, el Zhenyuan y el crucero Jiyuan finalmente obtuvieron el permiso para cruzar el Canal de Suez bajo bandera alemana, arribando a Tianjin el 29 de octubre de 1885.
El Dingyuan tenía su base en Lüshunkou, la principal base de la Flota de Beiyang. En 1886, participó en una exhibición de fuerza que visitó los puertos de Hong Kong, Nagasaki, Busan y Wonsan, así como la base naval rusa de Vladivostok, junto al Zhenyuan y cuatro cruceros. Mientras se hallaba en Nagasaki, el 13 de agosto de 1886 un grupo de marineros ebrios del Zhenyuan participaron en una pelea en un burdel, durante la cual un oficial de Policía japonés murió apuñalado. Atribuyendo el problema a la relajada disciplina, el Almirante Ding Ruchang suspendió los permisos de desembarco por un día, pero permitió que 450 marineros desembarquen el 15 de agosto. Incumpliendo el acuerdo con las autoridades locales, muchos de ellos iban armados. Anticipándose a los problemas debidos a la creciente sinofobia entre la población, la Policía japonesa desplegó más agentes, pero no pudieron evitar el estallido de un disturbio entre los marineros del Zhenyuan y los habitantes armados con piedras. En el transcurso del Incidente de Nagasaki, murieron seis marineros y cuarenta y cinco resultaron heridos; también murieron cinco policías japoneses y dieciséis resultaron heridos. Al ocuparse del incidente diplomático, el asesor naval William M. Lang mantuvo una línea dura ante las autoridades japonesas, rehusando ofrecer cualquier tipo de disculpa o reparación, además de recordarles el poder de fuego de su flota y amenazar con una guerra. Sin embargo, el incidente se resolvió a través de canales diplomáticos.  
El Dingyuan fue el buque insignia del Almirante Ding Ruchang desde el inicio de la primera guerra sino-japonesa. En la Batalla del río Yalu del 17 de septiembre de 1894, desacató las órdenes del Almirante Ding que lo habrían expuesto al fuego de la flota japonesa y abrió fuego desde una gran distancia. Debido a un defecto de diseño, el Dingyuan no podía disparar sus cañones principales de frente sin destruir su puente voladizo - un hecho del cual su capitán estaba al tanto. El Almirante Ding y la mayor parte de su Estado Mayor resultaron heridos en este incidente. Los disparos de la flota japonesa también dañaron su mástil de señales. A pesar de que el Dingyuan era más poderoso que cualquier otro buque de la flota japonesa en aquel entonces, la munición para sus cañones principales escaseaba, era de distinto calibre o estaba defectuosa debido a las décadas de corrupción, falta de fondos e incompetencia dentro de la Armada Imperial China. Al final de la batalla, el Dingyuan logró escapar a Lüshunkou. Después se le ordenó zarpar a Weihaiwei, cuando Lüshunkou fue amenazado durante la Batalla de Lushunkou.
A inicios de 1895, los remanentes de la Flota de Beiyang estaban anclados en la isla Liugong, dentro de la bahía de Weihaiwei. Durante la Batalla de Weihaiwei, el Ejército Imperial Japonés capturó las fortificaciones de la base naval y la Armada Imperial Japonesa atacó desde el mar. El 5 de febrero de 1895, el Dingyuan fue gravemente dañado por un torpedo japonés y después por disparos de cañón. El Capitán Liu Buchan ordenó hundir el buque, para después suicidarse en la rendición de la Flota de Beiyang por el Almirante Ding Ruchang.

## Reconstrucción

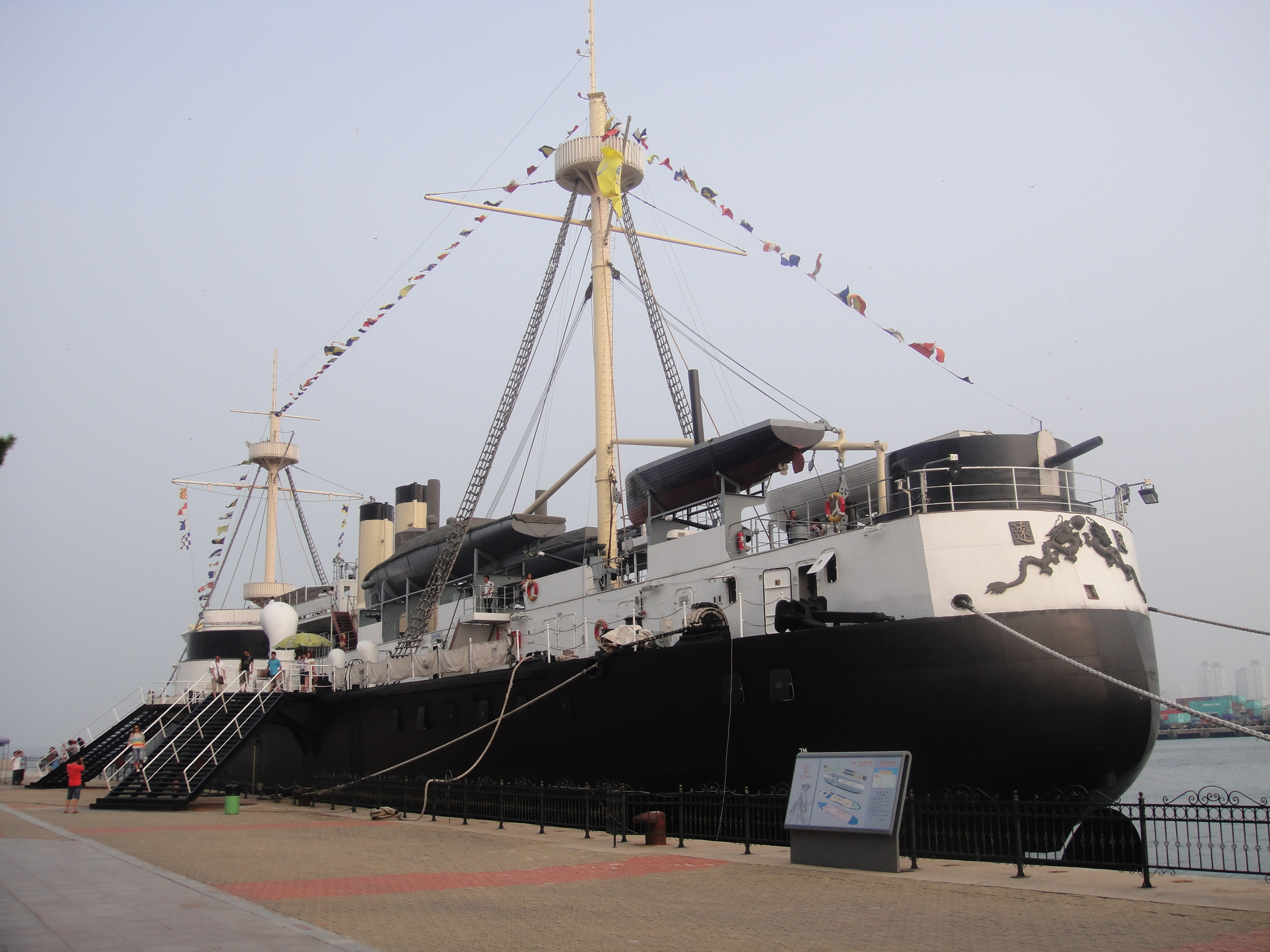
La réplica del Dingyuan es un barco museo.

Para conmemorar este período histórico, la Oficina Portuaria de Weihai y el Grupo Weigao invirtieron 50 millones de yuanes (6 millones de dólares estadounidenses) en la construcción de una réplica a escala 1:1 del Dingyuan. La construcción de esta comenzó el 20 de diciembre de 2003. La copia del Dingyuan es ahora un museo flotante, que contiene registros del Dingyuan, la Flota de Beiyang, la Primera guerra sino-japonesa y exhibiciones sobre la vida en el mar.
El 2 de septiembre de 2019 se anunció el descubrimiento del pecio del Dingyuan y la recuperación de más de 150 objetos.